# Oleada de tornados del 18 y 19 de febrero de 2009
La oleada de tornados de mediados de febrero de 2009 fue una corta oleada de tornados de tres tornados EF3 del 18 al 19 de febrero. Los daños del tornado en Georgia se estima que fueron de al menos $35 millones, principalmente del tornado EF2 que pasó por los condados de Grady y Thomas en la tarde del 18 de febrero.

## Sinopsis
Los fuertes vientos del suroeste transportaron una masa de aire húmedo hacia el noreste a través de la Costa del Golfo y el Valle de Tennessee. La humedad combinada con el calor del día y con el apoyo a una masa de aire moderadamente inestable, junto con un frente frío, empujó durante la tarde y la noche hacia el sureste a través del Valle de Tennessee y la costa del Golfo. El frente frío combinado con una fuerte corriente húmeda ayudó al desarrollo de fuertes tormentas a lo largo del recorrido de frente frío. Como resultado de esto, se emitió un aviso de tormentas por el Centro de Predicción de Tormentas para Luisiana, Misisipi, Alabama, Georgia y la Florida.
Varios tornados se formaron y tocaron tierra durante la mañana y tarde del 19 de febrero. El tornado más fuerte fue un EF3, que hizo un recorrido de 18,6 millas (29,9 km) sobre los condados de Wilkes y McDuffie en Georgia. Destruyendo una casa, dañando 15 casas y destruyendo 19 edificios. Una persona murió en el condado de Hancock luego que un tornado EF3 destruyera una iglesia y cuatro casas móviles. Un tornado EF2 tornado de una milla de ancho que tocó tierra en el condado de Meriwether dañó varias casas. Una persona resultó herida por un tornado EF1 en el condado de Putnam, destruyendo un restaurante en el lado suroeste de Eatonton. En la parte sur de Georgia, una supertormenta produjo dos tornados (EF2 y EF3) en los condados de Grady y Thomas. Solo en el condado de Thomas, hubo 160 estructuras dañadas y nueve casas móviles destruidas y 20 casas familiares destruidas. En Alabama, un tornado EF1 pasó sobre el condado de Randolph, donde varios cientos de árboles fueron arrancados de sus raíces.

## Tornados confirmados
| Confirmado Total | Confirmado EF0 | Confirmado EF1 | Confirmado EF2 | Confirmado EF3 | Confirmado EF4 | Confirmado EF5 |
| 13               | 2              | 6              | 2              | 3              | 0              | 0              |

| Lista de tornados reportados - Miércoles, 18 de febrero de 2009                                                                                                | Lista de tornados reportados - Miércoles, 18 de febrero de 2009 | Lista de tornados reportados - Miércoles, 18 de febrero de 2009 | Lista de tornados reportados - Miércoles, 18 de febrero de 2009 | Lista de tornados reportados - Miércoles, 18 de febrero de 2009 | Lista de tornados reportados - Miércoles, 18 de febrero de 2009 | Lista de tornados reportados - Miércoles, 18 de febrero de 2009 |
| --- | --------------------------------------------------------------- | --------------------------------------------------------------- | --------------------------------------------------------------- | --------------------------------------------------------------- | --------------------------------------------------------------- | --- |
| EF# | Ubicación                                                       | Condado                                                         | Coord.                                                          | Hora (UTC)                                                      | Recorrido                                                       | Daños |
| Georgia |                                                                 |                                                                 |                                                                 |                                                                 |                                                                 | |
| EF0 | Área de Reynolds                                                | Taylor                                                          | 32°29′N 84°09′O / 32.483, -84.150                               | 2245                                                            | 4 millas (6,4 km)                                               | Un tornado EF0, con vientos máximos estimados en 70 mph (112,7 km/h) dañaron una casa, arrancando una casa móvil desde su fundación y árboles. Los daños del tornado fueron de $50,000. |
| EF0 | Warner Robins                                                   | Houston                                                         | 32°37′N 84°38′O / 32.62, -84.63                                 | 2325                                                            | 17 yardas (15,5 m)                                              | Un tornado tocó por poco tiempo la pista de aterrizaje de la Base Aérea Robins sin haber reportado daños. |
| EF1 | SO de Watkinsville                                              | Oconee                                                          | 33°47′N 83°27′O / 33.78, -83.45                                 | 2357                                                            | 5 millas (8 km)                                                 | Pocos daños a casas y casas móviles. Cientos de árboles arrancados en el Centro de Naturaleza de Georgia. |
| EF3 | S de Washington                                                 | Wilkes, McDuffie                                                | 33°40′N 82°52′O / 33.67, -82.86                                 | 0010                                                            | 18,6 millas (29,9 km)                                           | Una casa de bloques de hormigón fue levantada y arrojada a 1 / 2 milla (800 metros) de distancia. Otras 15 casas y una iglesia sufrió daños moderados a severos y 19 edificaciones fueron destruidas. Originalmente fue catalogado como un tornado EF4 pero más tarde se redujo.           |
| EF1 | SO de Eatonton                                                  | Putnam                                                          | 33°18′N 83°30′O / 33.30, -83.50                                 | 0015                                                            | 7,5 millas (12,1 km)                                            | Daños considerables a lo largo de la ruta. Un restaurante y otros dos edificios fueron destruidos y varias casas sufrieron daños importantes. Varias personas fueron brevemente atrapadas en automóviles y casas. Una persona resultó herida.                                              |
| EF1 | E de Monticello                                                 | Jasper                                                          | 33°19′N 83°37′O / 33.31, -83.61                                 | 0020                                                            | 3 millas (4,8 km)                                               | Varias casas fueron dañadas, una de ellas gravemente. Varias postes de líneas de energía eléctrica y árboles fueron arrancados. |
| EF1 | NO de Shady Dale                                                | Jasper                                                          | 33°27′N 83°44′O / 33.45, -83.73                                 | 0100                                                            | 6,6 millas (10,6 km)                                            | Una casa resultó muy dañada y cinco casas sostuvieron daños menores. Más de 100 árboles fueron derribados. |
| EF1 | S de Porterdale                                                 | Newton                                                          | 33°31′N 83°53′O / 33.51, -83.89                                 | 0100                                                            | 3,1 millas (5 km)                                               | Muchos árboles fueron derribados, dañando unas 30 casas. |
| EF2 | Área de Moreland                                                | Meriwether, Coweta, Spalding                                    | 33°17′N 84°46′O / 33.29, -84.77                                 | 0130                                                            | 20 millas (32,2 km)                                             | Un tornado causó grandes daños estructurales a alrededor de 50 casas a lo largo de su trayectoria, cuatro de los cuales fueron destruidos. Un techo fue arrancado de una escuela. Los escombros que volaban mató a un caballo.                                                             |
| EF3 | E de Sparta                                                     | Hancock, Warren, Glascock                                       | 33°16′N 82°53′O / 33.26, -82.88                                 | 0348                                                            | 10,6 millas (17,1 km)                                           | 1 muerto - Una iglesia, dos casas construidas en el sitio y cuatro casas móviles fueron destruidas a lo largo de su trayectoria en la comunidad de Hickory Grove. La fatalidad tuvo lugar en una casa móvil. Cientos de árboles fueron derribados. Otras tres personas resultaron heridas. |
| Alabama |                                                                 |                                                                 |                                                                 |                                                                 |                                                                 | |
| EF1 | N de Rock Mills                                                 | Randolph                                                        | 33°14′N 85°16′O / 33.23, -85.27                                 | 0050                                                            | 1 milla (1,6 km)                                                | Varios cientos de árboles de madera fueron dañados. No hubo estructuras afectadas. |
| Lista de tornados reportados - Jueves, 19 de febrero de 2009                                                                                                   |                                                                 |                                                                 |                                                                 |                                                                 |                                                                 | |
| Georgia |                                                                 |                                                                 |                                                                 |                                                                 |                                                                 | |
| EF2 | SSE del Cairo                                                   | Grady, Thomas                                                   | 30°50′N 84°11′O / 30.83, -84.18                                 | 0555                                                            | 16,5 millas (26,6 km)                                           | Un tornado con un largo recorrido destruyó nueve casas móviles y dañó 160 casas, de las cuales fueron destruidas 20. Muchos árboles fueron arrancados de raíz. |
| EF3 | NNO de Boston                                                   | Thomas                                                          | 30°50′N 83°48′O / 30.83, -83.80                                 | 0623                                                            | 1,5 millas (2,4 km)                                             | Un granero fue completamente destruido y varios árboles fueron despojados de su corteza. |
| Fuentes: NWS Peachtree City, NWS Birmingham, NWS Tallahassee (enlace roto disponible en Internet Archive; véase el historial, la primera versión y la última). |                                                                 |                                                                 |                                                                 |                                                                 |                                                                 | |